# 特拉姆韋 (北卡羅萊納州)
特拉姆韋（英語：Tramway）是位於美國北卡羅萊納州李縣的非建制地區。

## 地理
特拉姆韋所處的海拔為高於海平面152米（即499英呎），而該地所採用的時區為UTC-5，即北美东部时区（EST）。同時該地設有夏令時間，為UTC-5調快一小時，即UTC-4（EDT）。